# Alberto Stein
Alberto Stein (Itajaí, 4 de setembro de 1890 — Blumenau, 4 de setembro de 1950) foi um marinheiro e político brasileiro. Fundador e chefe da Ação Integralista Brasileira em Blumenau, foi o primeiro prefeito constitucional do município após a Revolução de 1930, entre 1936 e 1938.

## Biografia
Nasceu na Barra do Rio, em Itajaí, em 4 de setembro de 1890. Fez os estudos primários na terra natal. 
Aos 14 anos, entrou para a Marinha Mercante, tendo passado por todos os postos, gradativamente, até alcançar o de comandante de longo curso. Viajou por vinte anos consecutivos, alguns dos quais como comandante. 
Casou-se em 1923 com Adélia Jansen. Com isso, deixou a vida marítima, estabelecendo-se no ano seguinte em Blumenau, onde continuou a emprestar seus serviços à navegação fluvial Itajaí-Blumenau. Teve dois filhos, Ilka e Egon. 
Foi, ao lado de Érico Müller e José Ferreira da Silva, um dos fundadores da Ação Integralista Brasileira em Blumenau. Chefiava o Integralismo em quase todo o Vale do Itajaí. Nas eleições de 1935, foi o candidato integralista para o cargo de prefeito municipal. Os integralistas, formando a esmagadora maioria do eleitorado, elegeram 11 dos 15 vereadores, e a maioria dos juízes de paz; portanto, também Stein foi eleito prefeito. Era o primeiro prefeito constitucional de Blumenau desde a Revolução de 1930.
Logo no começo do governo, instituiu o brasão heráldico do município, idealizado e desenhado por Afonso de Taunay. Dedicou-se ao incentivo à cultura e à memória histórica. Criou o Museu de Ecologia Fritz Müller, tendo para tal desapropriado a residência em que viveu o naturalista Fritz Müller, e fundou o Instituto Histórico e Cultural do Vale do Itajaí. Trouxe para conhecer o município as duas filhas de Hermann Blumenau. Também dedicou-se a vários melhoramentos no perímetro urbano.
Com o golpe do Estado Novo, foi cassado e substituído pelo também integralista José Ferreira da Silva, até então presidente da Câmara Municipal. Passou a se dedicar ao comércio de seguros, fundando a firma Representações Stein. 
Faleceu durante os festejos comemorativos do centenário de Blumenau, em 4 de setembro de 1950, quando completava 60 anos de idade.